# 90-й армійський корпус (Третій Рейх)
LXXXX-й (90-й) армі́йський ко́рпус (нім. LXXXX. Armeekorps) — армійський корпус Вермахту за часів Другої світової війни.

## Історія
LXXXX-й армійський корпус вперше був сформований 17 листопада 1942 в Італії. Вдруге корпус формувався 19 листопада 1944 з 4-го авіапольового корпусу.

## Райони бойових дій
- Туніс (листопад — грудень 1944);
- Франція (листопад 1944 — травень 1945).

## Командування

### Командири
- генерал танкових військ Вальтер Нерінг (нім. Walther Nehring) (17 листопада — 8 грудня 1942);
- генерал авіації Ерік Петерсен (нім. Erich Petersen) (19 листопада 1944 — 8 травня 1945).

## Бойовий склад 90-го армійського корпусу
Формування управління, забезпечення та підтримки
- 490-те артилерійське командування (Arko 490);
- 490-й корпусний батальйон зв'язку (Korps-Nachrichten-Abteilung 490);
- велосипедна рота 90-го корпусу (Radfahr-Kompanie LXXXX. AK).

- 269-та піхотна дивізія (269. Infanterie-Division);
- 16-та фольксгренадерська дивізія (16. Volks-Grenadier-Division).

- 257-ма фольксгренадерська дивізія (257. Volks-Grenadier-Division);
- 559-та фольксгренадерська дивізія (559. Volks-Grenadier-Division).

- 257-ма фольксгренадерська дивізія.

- 36-та фольксгренадерська дивізія (36. Volks-Grenadier-Division);
- 256-та фольксгренадерська дивізія (256. Volks-Grenadier-Division);
- 257-ма фольксгренадерська дивізія;
- 6-та гірська дивізія СС «Норд» (6. SS-Gebirgs-Division Nord).

- 36-та фольксгренадерська дивізія;
- 6-та гірська дивізія СС «Норд» (6. SS-Gebirgs-Division Nord).

- 16-та фольксгренадерська дивізія (16. Volks-Grenadier-Division);
- 36-та фольксгренадерська дивізія;
- 47-ма фольксгренадерська дивізія (47. Volks-Grenadier-Division).

- Дивізія № 469 (Division Nummer 469);
- 464-та навчальна дивізія (Ausbildungs-Division 464);
- Бойова група Брандта (KG Brandt);
- Бойова група Допінга (KG Döpping);